# Aspersor

Aspersor d'impacte en funcionament a Turquia.

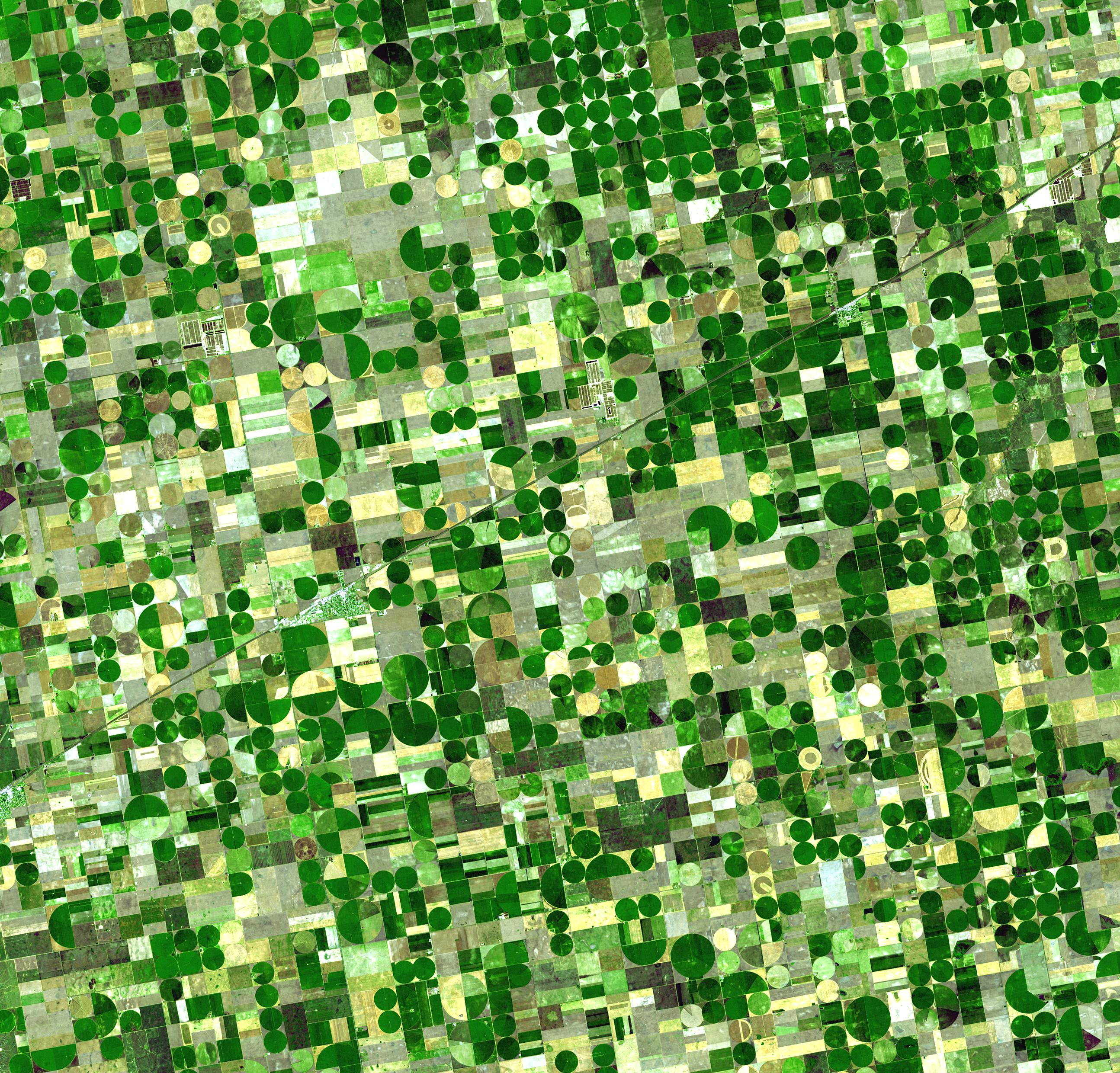
Imatge des de satèl·lit de cereals a Kansas, Estats Units. La seva forma circular és per emprar un sistema d'aspersor amb pivot central. Els cercles fan entre 800 i 1600 m de diàmetre.

Un aspersor és un dispositiu utilitzat per regar cultius agrícoles, gespa, paisatges, camps de golf i altres zones. El reg per aspersió és un mètode d'aplicació d'aigua de manera controlada similar a la pluja. L'aigua es distribueix a través d'una xarxa de bombes, vàlvules, canonades i aspersors, i se solen afegir programadors temporitzadors.
Els aspersors de reg es poden utilitzar per a ús residencial, industrial i agrícola. És útil en aigües irregulars, fins i tot en sòls sorrencs. Els tubs perpendiculars, amb broquets giratoris a la part superior, estan connectats al tub principal a intervals regulars. Quan s'exerceix aigua des de la canonada principal, s'escapa dels broquets giratoris. El cultiu s'escampa. Durant la polvorització o el reg airejat, l'aigua es dirigeix a un lloc central de la zona i es distribueix mitjançant aspersors d'alta pressió.

## Tipus

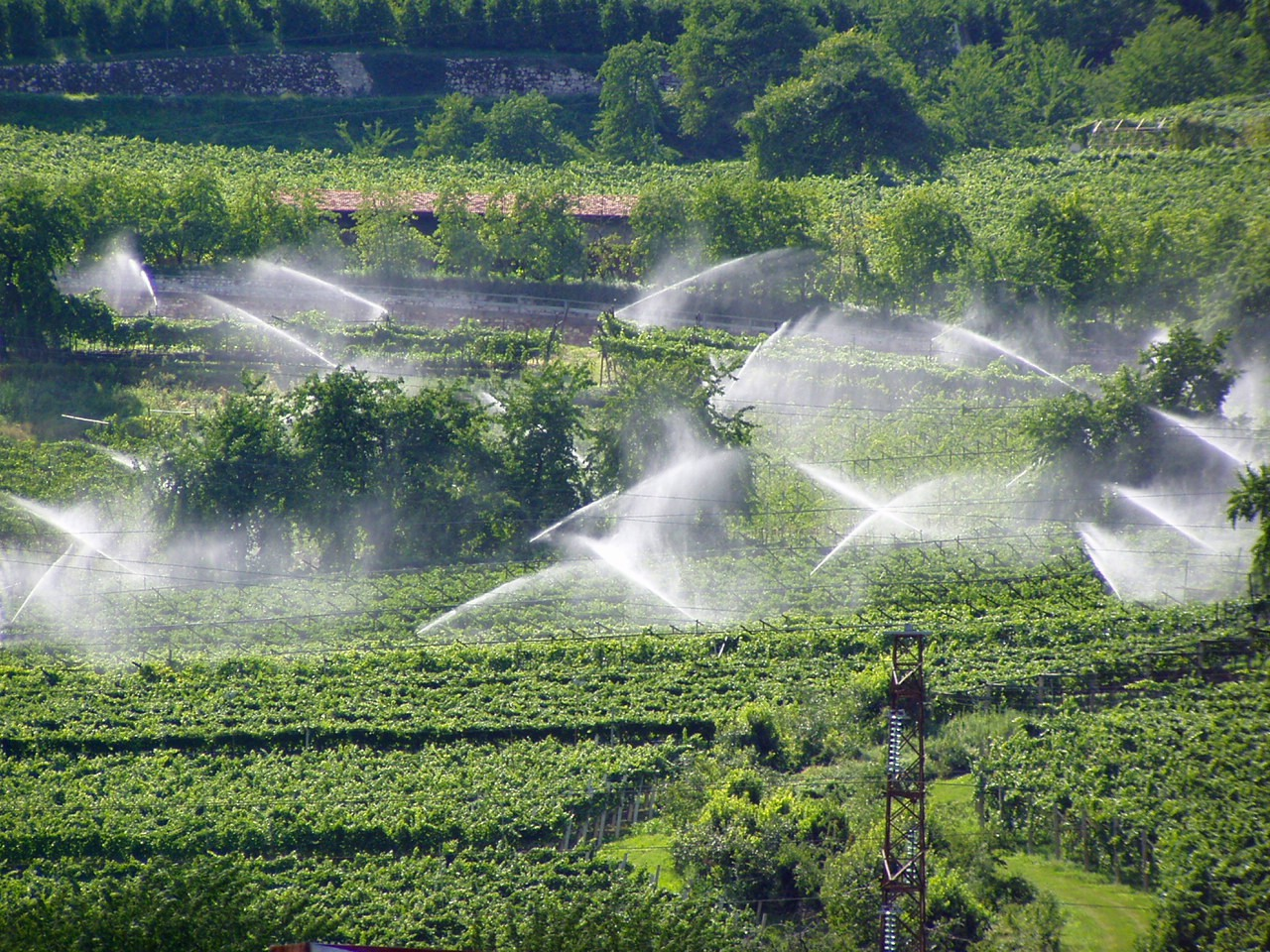
Aspersors ruixant aigua per regar les plantes en una vinya

### Industrial
Els aspersors de pressió més alta que es mouen en cercle són impulsats per un accionament de boles, un engranatge o un mecanisme d'impacte (aspersors d'impacte). Es poden dissenyar per girar en un cercle complet o parcial.
Les pistoles de reg són similars als aspersors d'impacte, però en general funcionen a pressions molt altes de 2.9 a 9 bars i cabals de 3 a 76 litres per segon, normalment amb diàmetres de broquet d'entre 10 i 50 mil·límetres. A més del reg, les pistoles s'utilitzen per a aplicacions industrials com l'eliminació de partícules de pols i la tala d'arbres.
Molts aspersors de reg estan enterrats a terra juntament amb la seva fontaneria de suport, tot i que també són habituals els aspersors per sobre del sòl i en moviment. La majoria dels aspersors de reg funcionen mitjançant tecnologia elèctrica i hidràulica i s'agrupen en zones per tal de poder-los encendre i apagar col·lectivament accionant una electrovàlvula.

### Residencial

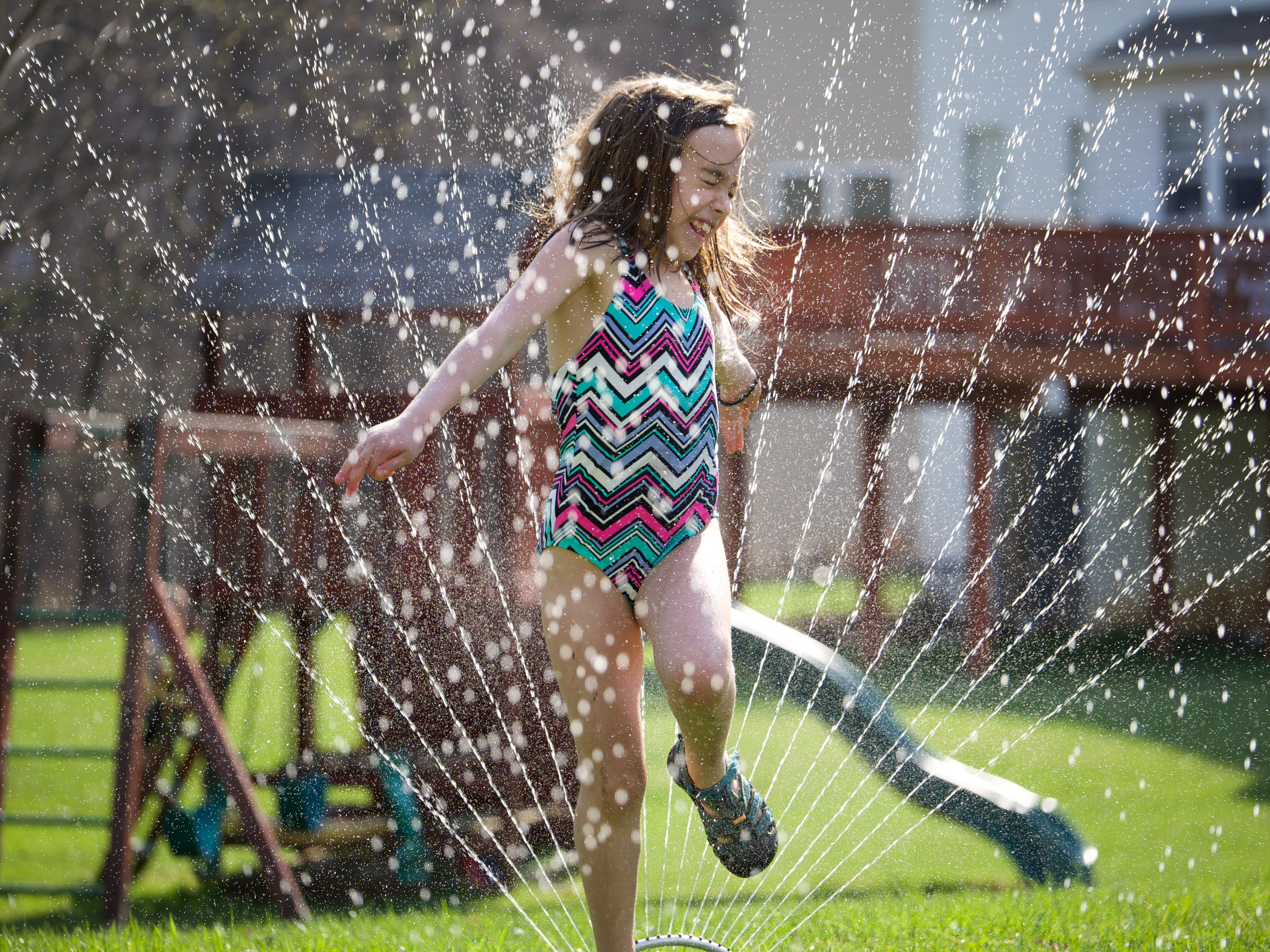
Un aspersor oscil·lant s'utilitza habitualment per regar la gespa residencial i es mou segons sigui necessari.

Els aspersors de gespa domèstics varien àmpliament en la seva mida, cost i complexitat. Inclouen els aspersors d'⁣impacte, els aspersors oscil·lants, els aspersors per degoteig, els sistemes d'aspersió subterranis i els aspersors portàtils. Els sistemes instal·lats permanentment sovint poden funcionar amb temporitzadors o altres processos automatitzats. Ocasionalment s'instal·len amb capçals retràctils per motius estètics i pràctics, reduint els danys durant la talla de gespa. Aquest tipus de sistemes normalment es poden programar per iniciar-se automàticament a una hora i un dia establerts cada setmana.
Els petits aspersors portàtils es poden col·locar temporalment a la gespa si es necessita reg addicional o si no hi ha cap sistema permanent. Sovint s'adjunten a una aixeta d'aigua exterior i es col·loquen durant un curt període. Altres sistemes es poden instal·lar professionalment de manera permanent al sòl i estan connectats permanentment al sistema de fontaneria d'una llar.
A la dècada de 1950 es va utilitzar a Austràlia un antic aspersor desenvolupat per Nomad akmb el qual la mateixa pressió de l'aigua feia que l'aspersor es mogués lentament en la gespa.

### Agrícola
El primer ús d'aspersors per part dels agricultors va ser amb aspersors de tipus domèstic i de camp de golf. Aquests sistemes ad hoc, mentre feien la feina de les canonades enterrades i els capçals d'aspersió fixes, interferien amb el cultiu i eren costosos de mantenir. El reg de pivot central va ser inventat el 1940 pel granger Frank Zybach, que vivia a Strasburg, Colorado. A la dècada de 1950, Stout-Wyss Irrigation System, una empresa amb seu a Portland, Oregon, va desenvolupar un sistema de reg tipus tub rodant per a granges que s'ha convertit en el tipus més popular per als agricultors que tenen grans camps. Amb aquest sistema, les rodes grans unides a les canonades grans amb capçals d'aspersió es mouen lentament pel camp.

### Subterrani
Els aspersors subterranis funcionen mitjançant tecnologia electrònica i hidràulica bàsica. Aquesta vàlvula i tots els aspersors que s'activaran amb aquesta vàlvula comparteixen la mateixa zona. En activar-se, l'element que es troba a la part superior de la vàlvula, es magnetitza aixecant un petit pistó d'acer inoxidable al seu centre. En fer això, l'èmbol activat (o elevat) permet que l'aigua escapi de la part superior d'un diafragma de goma situat al centre de la vàlvula. L'aigua que s'ha carregat i espera a la part inferior d'aquest mateix diafragma ara té la pressió més alta i aixeca el diafragma. Aquesta aigua a pressió es deixa escapar aigües avall de la vàlvula a través d'una sèrie de canonades, generalment fetes de PVC (sistemes comercials d'alta pressió) o canonades de polietilè (per a sistemes residencials de baixa pressió). A l'extrem d'aquestes canonades i al nivell del terra (normalment) es mesuren prèviament i es troben els ruixadors especiats. Aquests aspersors poden ser capçals d'aspersió fixos que tenen un patró establert i, generalment, aspersió entre 1,5 i 2 metres, o bé aspersors giratoris complets que poden ruixar un corrent d'aigua trencat de 6 a 12 metres, o petits emissors de degoteig que alliberen un degoteig lent i constant d'aigua sobre plantes més delicades com flors i arbustos. També es recomana l'ús de materials autòctons.

## Riscos per a la salut
El 2017, un estudi va apuntar que l'ús de mànegues de jardí comunes en combinació amb broquets de polvorització pot generar aerosols que contenen gotes menors de 10 µm (0.39 mils), que poden ser inhalats per les persones properes. L'aigua que s'estanca en una mànega entre usos, especialment quan s'escalfa pel sol, pot acollir el creixement i la interacció de la legionel·la i les amebes (FLA) com a biofilms a la superfície interior de la mànega. S'ha trobat que els casos clínics de malaltia de la legionel·la o febre de Pontiac estan associats amb la inhalació d'aerosols de mànega de jardí que contenen bacteris de la legionel·la. L'informe proporciona densitats microbianes mesurades com a resultat de condicions controlades de les mànegues per quantificar els riscos per a la salut humana. Les densitats de Legionella spp. que es van identificar en dos tipus de mànegues eren similars als reportats durant els brots de legionel·losi per altres causes. El risc es pot mitigar drenant les mànegues després de l'ús.